# Arrazua
Arrazua (em castelhano) ou Arratzu (em basco) é um município da Espanha na província da Biscaia, comunidade autónoma do País Basco, com 10,34 km² de área. Em 2021 tinha 424 habitantes (densidade: 41 hab./km²).